# Detroit Rock City (filme)
Detroit Rock City é um filme estadunidense de 1999, sobre 4 adolescentes em uma banda cover do Kiss, tentando ver seus ídolos em Detroit em 1978. O nome do filme é referência a canção da banda Kiss de mesmo nome. O filme foi incluído no Kissology Volume 3: 1992–2000 num disco bônus da VH1.

## Sinopse
1978: calças jeans, All Star e muito rock n' roll são os destaques desta época. A história gira em torno de Hawk, Jam, Lex e Trip, quatro jovens de uma escola secundária de Cleveland e fãs declarados de Kiss. Eles têm tudo dos quatro mascarados de Nova Iorque: discos, camisas, pôsteres, broches, gibis, tudo que esteja relacionado a sua banda favorita, inclusive uma banda cover chamada Mystery. Mas somente uma coisa eles não têm do Kiss, ingressos de shows. Eles até tinham os ingressos para o show marcado para o Cobo Hall, em Detroit, mas a mãe de Jam (uma senhora religiosa e conservadora), que não aprova o gosto do filho, descobre a existência dos ingressos e decide queimá-los. Mas nada vai impedir esses garotos, que farão o possível e o impossível para assistir ao show da vida deles.

## Elenco
- Edward Furlong...... Hawk (Gavião na versão dublada)
- Sam Huntington...... Jeremiah 'Jam' Bruce (Jeremias na versão dublada)
- Giuseppe Andrews.... Lex
- James DeBello....... Trip Verudi
- Melanie Lynskey..... Beth Bumsteen
- Natasha Lyonne...... Christine
- Gene Simmons........ ele mesmo
- Ace Frehley......... ele mesmo
- Peter Criss......... ele mesmo
- Paul Stanley........ ele mesmo
- Lin Shaye........... Sra. Bruce
- Shannon Tweed....... Amanda Finch
- Ron Jeremy.......... Strip Club MC
- Miles Dougal............ Elvis
- Nick Scotti............. Kenny
- Emmanuelle Chriqui...... Barbara
- David Quane............. Bobby
- Rodger Barton........... Sr. Stewart Bumsteen
- Kathryn Haggis.......... Sra. Stewart Bumsteen
- David Gardner........... Padre de Detroit

## Trilha sonora
1. "The Boys Are Back in Town" - Thin Lizzy
2. "Shout It Out Loud" - Kiss
3. "Runnin' With The Devil" - Van Halen
4. "Cat Scratch Fever" - Nitro
5. "Iron Man" - Black Sabbath
6. "Highway To Hell" - AC/DC
7. "20th Century Boy" - T.Rex
8. "Detroit Rock City" - Kiss
9. "Jailbreak" - Thin Lizzy
10. "Surrender (Live)" - Cheap Trick
11. "Rebel Rebel" - David Bowie
12. "Strutter" - The Donnas
13. "School Days" - The Runaways
14. "Little Willy" - Sweet
15. "Nothing Can Keep Me From You" - Kiss

Outras canções que aparecem no filme
1. "Lights Out" - UFO
2. "Frankenstein" - The Edgar Winter Group
3. "Fox On The Run" - Sweet
4. "Ladies Room" - Kiss
5. "Love to Love" - UFO
6. "Whole Lotta Rosie" - AC/DC
7. "Radar Love" - Golden Earring
8. "Love Gun" - Kiss
9. "Christine Sixteen" - Kiss
10. "I Wanna Be Sedated" - The Ramones
11. "Shock Me" - Kiss
12. "Godzilla" - Blue Öyster Cult
13. "Strutter" - Kiss
14. "Blitzkrieg Bop" - The Ramones
15. "Highway To Hell" - AC/DC
16. "Popcorn" - Hot Butter
17. "Beth" - Kiss
18. "Come Sail Away" - Styx
19. "Love Hurts" - Nazareth
20. "I Stole Your Love" - Kiss
21. "Cat Scratch Fever" - Ted Nugent
22. "Funk No. 49" - James Gang
23. "Conjunction Junction" - Bob Dorough
24. "Good Old Days" - The Beau Hunks
25. "Making It" - David Naughton
26. "Wild and Hot" - Angel
27. "Problem Child" - AC/DC
28. "Turn to Stone" - Electric Light Orchestra
29. "Black Superman (Mohammed Ali)" - The Kinshasa Band
30. "Monster Attacks" - Hans Salter
31. "Escape (The Pin Colada Song)" - Rupert Holmes
32. "Black Magic Woman" - Santana
33. "Every 1's a Winner" - Hot Chocolate
34. "Convoy" - C. W. McCall
35. "Boogie Shoes" - KC and the Sunshine Band
36. "Fire" - The Ohio Players
37. "Muskrat Love" - Captain & Tennille
38. "Calling Dr. Love" - Kiss
39. "Rock Your Baby" - George McCrae
40. "Paranoid"- Black Sabbath